# Sphaerodactylus nicholsi
Sphaerodactylus nicholsi е вид влечуго от семейство Sphaerodactylidae. Видът не е застрашен от изчезване.

## Разпространение и местообитание
Разпространен е в Пуерто Рико.
Обитава гористи местности, градини, храсталаци, крайбрежия, плажове и плантации.